# Internazionali d'Italia 1976
Gli Internazionali d'Italia 1976 sono stati un torneo di tennis giocato sulla terra rossa. È stata la 33ª edizione degli Internazionali d'Italia, facente parte del Commercial Union Assurance Grand Prix 1976 e del Women's International Grand Prix 1976. Sia il torneo maschile sia quello femminile si sono giocati al Foro Italico di Roma in Italia.

## Campioni

### Singolare maschile

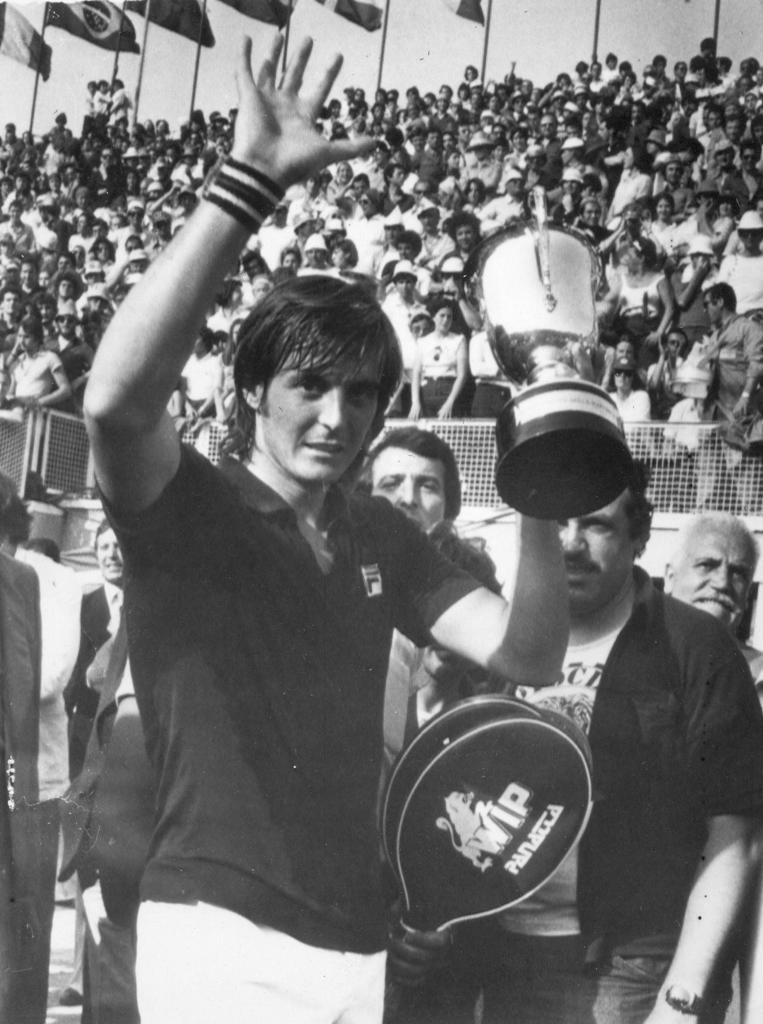
L'italiano Adriano Panatta, vincitore del torneo di singolare maschile.

Adriano Panatta ha battuto in finale  Guillermo Vilas con il punteggio di 2–6, 7–6, 6–2, 7–6(1)

### Singolare femminile
Mima Jaušovec ha battuto in finale  Lesley Hunt con il punteggio di 6–1, 6–3

### Doppio maschile
Brian Gottfried /  Raúl Ramírez hanno battuto in finale  Geoff Masters /  John Newcombe con il punteggio di 7–6, 5–7, 6–3, 3–6, 6–3

### Doppio femminile
Linky Boshoff /  Ilana Kloss hanno battuto in finale  Virginia Ruzici /  Mariana Simionescu con il punteggio di 6–2, 2–6, 7–5